# دورية حلقة التاريخ
أُطلقت دورية حلقة التاريخ (بالإنجليزية: History Workshop Journal)‏ عام 1976 على يد رافاييل صامويل وغيره من المشاركين في حركة حلقة التاريخ، وهي دورية علمية نشرتها مطبعة جامعة أكسفورد. في البداية كان عنوانها الفرعي «دورية للمؤرخين الاشتراكيين»، ثم غُير عنوانها الفرعي إلى «دورية للمؤرخون الاشتراكيين والنسويين» قبل إسقاط العنوان الفرعي في عام 1994.
تنشر الدورية مجموعة واسعة من المقالات والتقارير والتعليقات، بدءً من المواضيع الأدبية إلى الاقتصادية، ومن التاريخ المحلي إلى التحليلات الجيوسياسية. وفقا لموقع تايمز للتعليم العالي، كانت دورية حلقة التاريخ التاسعة في أعلى 20 دورية تاريخية في جميع أنحاء العالم، والتي رُتبت حسب عوامل تأثيرها لمدة خمس سنوات. قُدمت هذه المعلومات في تقارير اقتباس مجلة طومسون رويترز للعلوم الاجتماعية لعام 2009.